# Stuart Martin
Stuart Martin (Ayr, 8 gennaio 1986) è un attore britannico.

## Biografia
Nato nella città di Ayr, nella Scozia meridionale, Stuart si è formato professionalmente al Royal Conservatoire of Scotland, studiando teatro e recitazione.
È noto per aver preso parte a serie televisive come Babylon, Crossing Lines e Jamestown e per aver interpretato Lorenzo di Giovanni de' Medici nella serie I Medici.
Dal 2009 è sposato con Lisa McGrillis, con la quale ha un figlio.

## Filmografia

### Cinema
- Fault Lines, regia di Robert McKillop (2008)
- Robin Hood, regia di Ridley Scott (2010)
- Late Bloomers, regia di Julie Gavras (2011)
- A Thousand Kisses Deep, regia di Dana Lustig (2011)
- 50 Kisses, film collettivo (2014)
- My Accomplice, regia di Charlie Weaver Rolfe (2014)
- Slow West, regia di John Maclean (2015)
- Only You, regia di Harry Wootliff (2018)
- Our Ladies, regia di Michael Caton-Jones (2019)
- Army of Thieves, regia di Matthias Schweighöfer (2021)
- Dampyr, regia di Riccardo Chemello (2022)
- Rebel Moon - Parte 1: Figlia del fuoco (Rebel Moon - Part One: A Child of Fire), regia di Zack Snyder (2023)
- Rebel Moon - Parte 2: La sfregiatrice (Rebel Moon - Part Two: The Scargiver), regia di Zack Snyder (2024)

### Televisione
- Taggart – serie TV, 1 episodio (2009)
- River City – serie TV, 2 episodi (2011-2012)
- Hatfields & McCoys – miniserie TV, 2 episodi (2012)
- The Field of Blood – serie TV, 2 episodi (2013)
- Hebburn – serie TV, 4 episodi (2013)
- Il trono di spade (Game of Thrones) – serie TV, 1 episodio (2014)
- Babylon – miniserie TV, 7 episodi (2014)
- Testimoni silenziosi (Silent Witness) – serie TV, 2 episodi (2015)
- A Song for Jenny – film TV (2015)
- Crossing Lines – serie TV, 12 episodi (2015)
- I Medici (Medici) – serie TV, 8 episodi (2016)
- Jamestown – serie TV, 24 episodi (2017-2019)
- Miss Scarlet and the Duke – serie TV, 24 episodi (2020-in corso)

### Doppiatore
- Twilight of the Gods - serie animata (2024)

## Doppiatori italiani
Nelle versioni in italiano delle opere in cui ha recitato, Stuart Martin è stato doppiato da:
- Raffaele Carpentieri in Rebel Moon - Parte 1: Figlia del fuoco, Rebel Moon - Parte 2: La sfregiatrice
- Francesco Venditti in Crossing Lines
- Fabio Boccanera ne I Medici
- Alberto Bognanni in Miss Scarlet and the Duke
- Gabriele Sabatini in Army of Thieves
- Fabrizio Pucci in Dampyr